# جورج أبونا
جورج أبونا (ولد في 23 شباط/فبراير 1933 في ألقوش، العراق - توفي في 28 أيلول/سبتمبر 2016 في فيلادلفيا، الولايات المتحدة) طبيب وجراح عراقي.

## النشأة والتعليم
وُلد جورج أبونا في 23 فبراير 1933 في مدينة ألقوش الواقعة شمالي مدينة الموصل في المملكة العراقية. ينتمي إلى أسرة كلدانية مسيحية تتكون من أب منصور أبونا وأم راحيل الصفار.
ترعرع في ألقوش والتحقه بمدرسة مار ميخا الابتدائية للسنتين الأوليتين وبعدها انتقل مع والديه إلى بغداد فأكمل دراسته الابتدائية والثانوية ليحصل بعدها على بعثة حكومية لدراسة الهندسة في بريطانيا. درس الهندسة في جامعة درم البريطانية وحصل في عام 1956 على شهادة البكالوريوس لكنه بقي في بريطانيا لرغبته في دراسة الطب ما جعل الحكومة العراقية تقطع عنه النفقات الدراسية. عمل في مطعم لتوفير تكاليف الدراسة وفي عام 1961 تخرج طبيبا من جامعة درم.

## المسيرة المهنية
عمل جراح متدرب في الجامعة وبعد أربعة أعوام أصبح جراحًا في الجامعة نفسها. دمج خبرته في الهندسة والجراحة لاختراع جهاز «الكبد الصناعي» ليكون بديلاً مؤقتاً عن الطبيعي ما دفع أشهر الأطباء للاتصال به للعمل معهم ومن بينهم الرائد الأول في زرع الكلى توماس ستارزي. بعدها تم استدعاؤه للعمل في الولايات المتحدة للعمل مع الجراح ديفيد هيوم الذي كان أول طبيب زرع الكلى في ولاية فيرجينيا. عمل بعدها في كلية الطب التابعة لجامعة جورجيا الأميركية وأجرى هناك أول عملية زراعة للكلى في حياته. في عام 1975 ذهب للعمل في جامعة كالغاري في كندا وهناك أسس فيها أول قسم لزراعة الأعضاء.
في عام 1978 ذهب للعمل في جامعة الكويت وافتتح فيها قسماً لجراحة وزرع الأعضاء وكان الأول من نوعه في المنطقة. عمل في الكويت لمدة 12 عام وصادف وجوده في الولايات المتحدة أثناء الغزو العراقي للكويت في أغسطس 1990 فمكث في الولايات المتحدة للعمل في جراحة نقل الأعضاء. بعد تحرير الكويت أبدى أبونا في مقابلة مع صحيفة القبس رغبته في القدوم إلى الكويت للعمل فيها وسعى البعض لترتيب وضع خاص به يليق بمكانته وأفضاله على آلاف الكويتيين من خلال منحه جنسية الدولة أو إقامة دائمة إلا أن الطلب رفض بسبب ديانته المسيحية.
في عام 1994 قدم إلى البحرين وتولى منصب عميد كلية الطب في جامعة الخليج العربي. في عام 1995 قاد فريقاً طبياً في أول عملية زراعة كلى وأُجريت العملية في البحرين في المستشفى العسكري. قام بإجراء 58 عملية نقل كلى من أقارب أحياء لمرضى بحرينيين مصابين بهبوط مزمن في الكلى بنفسه.
ساهم في كتابة تشريع ينظم عملية قانون زراعة الأعضاء والذي أصدر بشأنه أمير البحرين آنذاك عيسى بن سلمان آل خليفة في مايو 1998 قانون زراعة الأعضاء من الأحياء والمتوفين دماغياً. وتعد البحرين من أوائل الدول العربية التي شرعت عملية التبرع بالأعضاء قانونياً من المتوفين دماغياً وقد استفادت دول مجلس التعاون الخليجي من القانون البحريني في عمل قوانين مشابهة له.
في عام 1999 غادر البحرين بعد انتهاء عقد عمله في وزارة الصحة وجامعة الخليج العربي ليعود إلى الولايات المتحدة.
له إسهامات خيرية على مستوى الوطن العربي منها إنشاء المركز العربي لزراعة الأعضاء في السودان وكذلك أجرى عمليات جراحية بدون مقابل في ليبيا والعراق ولبنان وسوريا وتونس والمغرب والجزائر.

## التكريم
في سنة 2000 مُنح أبونا جائزة ميدالية ألبرت شويتزر الذهبية.

## الوفاة
توفي أبونا يوم الأربعاء الموافق 28 أيلول/سبتمبر 2016 في مدينة فيلادلفيا بولاية بنسلفانيا الأميركية عن عمر ناهز 83 عاماً بعد مرض قصير.